# Retziner Burgwall

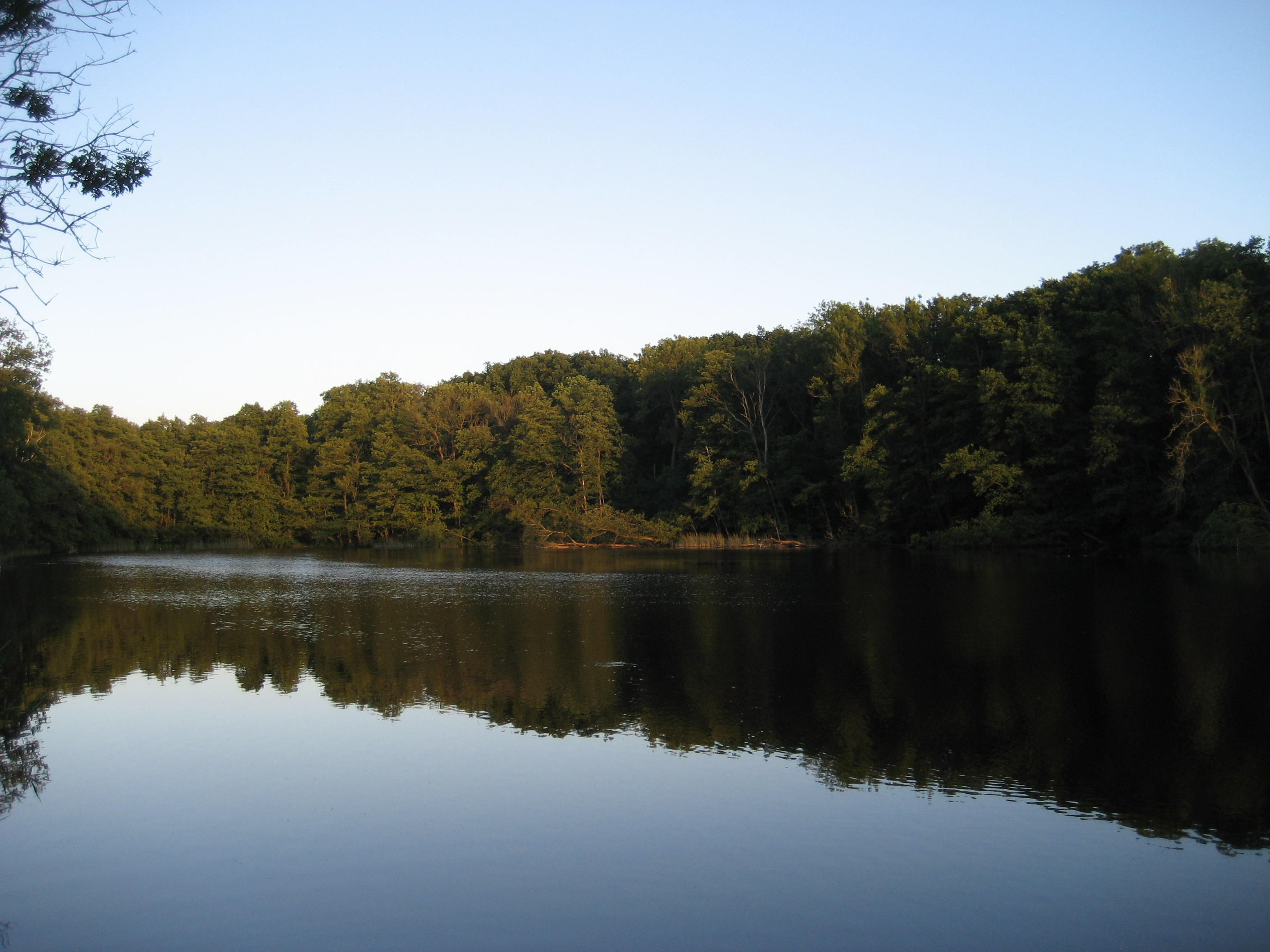
Leichensee in Blickrichtung Süden auf den Wald mit dem slawischen Burgwall Retzin

Der Retziner Burgwall ist ein slawischer Burgwall am südlichen Ufer des Leichensees, zwischen Löcknitz und Retzin-Ausbau im Landkreis Vorpommern-Greifswald in Mecklenburg-Vorpommern. Er ist Teil einer dort im 8. bis 12. Jahrhundert befindlichen Burganlage.
Die gewaltige Wallburg am Nordwestende eines langen schmalen Geländesporns am südlichen Hochufer des Leichensees soll, so wird vermutet, einst eine Tempelburg der Slawen im Gebiet der Wilzen gewesen sein, mit einem Standbild des slawischen Kriegs- und Stammesgottes Triglaw, in der die Einwohner ihren slawischen Mythen, religiösen Vorstellungen und Bräuchen nachgegangen sind. Vermutlich wurde die Burg in der frühslawischen Zeit des 8. Jahrhunderts angelegt. Sie bestand aus einem etwa 170 m langen ovalen Wallsystem, das zum See hin offen war. Die Burg kann zu den klassischen großen Feldberger Burgen zählen.

## Die Legende
Im Zusammenhang damit steht eine alte Legende, enthalten in der Ortschronik von Löcknitz:
„Die Tempelburg am Leichensee soll mit der Löcknitzer Burg an der Randow durch einen geheimen Gang verbunden gewesen sein. Dieser Gang soll von der Löcknitzer Burg unterirdisch bis an den Löcknitzer See verlaufen sein und von dort soll man weiter über einen schmalen Pfad, der durch Schilf und Gestrüpp gedeckt war, ungesehen bis zur Tempelburg am Leichensee gekommen sein. Kundige Einwohner von Löcknitz wollen den Anfang dieses geheimen Ganges in einem mit Schutt und Steinen verschütteten Schacht in der im 13. Jahrhundert aus Ziegeln errichteten Löcknitzer Burg entdeckt haben.“ Vor Ort finden sich slawische und frühdeutsche Keramikscherben.
In der Sage vom Burgwall ist in Slawische Burganlagen in Mecklenburg-Vorpommern weiterhin zu lesen:
„Auf dem Burgwall soll einst ein Raubschloß gestanden haben, dessen Bewohner die Körper der Beraubten und Erschlagenen in den See geworfen hätten, wovon der See den Namen Leichensee erhalten habe... Die Insassen der Raubritterburg pflegten durch Ketten, die sie quer über die Randow gelegt hatten, die vorbeifahrenden Schiffe aufzuhalten, auszuplündern... Der Raubritter, der auf dem Retziner Burgwall und auf einer Nachbarburg gehaust hat, soll Hans von Ramin geheißen haben.... Nach dem Tode des Raubritters versenkte man die Glocke im Leichensee, wo sie heute noch zum Johannistage erklingen soll....“